# Pukehou
Pukehou  est une localité de résidence de campagne située dans le sud de la région de Hawke's Bay, dans l’est de l’Île du Nord de la Nouvelle-Zélande.

## Présentation
Pukehou est localisée le long du trajet de la route State Highway 2 (en), à environ mi-chemin entre la cité de Hastings et la localité de Waipukurau.

## Toponymie
Le nom de la localité (à l’origine: Pukehouhou) est un mot en langue Māori, et qui signifie "Hill of houhou",la colline du houhou, le 'houhou' ou 'Puahou' étant un petit arbre natif en fleurs, Pseudopanax arboreus (en) ou Five Finger (en langue Māori : 'Puahou' ou 'Whauwhaupaku').

## Monument
L’église de Christ Church, est la plus ancienne église dans la région de Hawke's Bay et du diocèse de Waiapu (en), qui fut construite par Samuel Williams (en) en 1859 , avec  des troncs d’arbres locaux et recouverte de bardeaux faits main de totara et elle mesure 40 pieds par 20 pieds.
Elle fut agrandie à la fois en 1881 et 1893, les travaux à cette dernière date comportaient un transept au nord et au sud et un chœur.
Cette église fut réparée en 1959 avec un toit  retiré, repeint et reposé, puis à nouveau  repeinte en 1993.
L’église possède deux vitraux significatifs.
La fenêtre de l’est fut conçue par John Bonnor, alors que Karl Parsons (en) à conçut celle du nord.
L’église est enregistrée en Catégorie I de la liste des bâtiments du patrimoine  du Heritage New Zealand.

## Marae
Le marae de Pukehou et la maison de rencontre de «Keke Haunga» sont un lieu de rassemblement  des Ngāti Kekehaunga (en), des Ngāti Pukututu (en) et des Ngāti Whatuiāpiti (en), des Ngāti Kahungunu,.
En octobre 2020, le gouvernement débloqua 6.020.910  $ à partir du fonds de croissance provincial (en) pour mettre à niveau un groupe de 18 marae, incluant le marae de Pukehou.
Le fond fut espéré pouvoir créer ainsi 39 emplois.

## Éducation
- L’école de «Pukehou School» est une école primaire, publique, mixte, allant de l’année 1 à 8 [5],[6]. Elle a un taux de décile de 5 avec un effectif de 88 élèves en mars 2021[7].

- collège Te Aute (en) est une école secondaire, uni sexe pour garçons, allant de l’année 9 à 15[8].Il a un taux de décile de 3 et un effectif de 86 élèves en mars 2021[9].

## Station  de chemin de fer
Pukehou a  une station à arrêt sur demande (en) située sur le trajet de la ligne allant de Palmerston North à Gisborne (en).
Elle a ouvert le 28 août 1876, quand le chemin de fer fut étendu à partir de la gare de Te Aute (en) en direction de la localité de Waipawa dans le cadre d’une partie du contrat du segment allant de Paki Paki vers Waipukurau, dont le contractant international était Brogdens (en), qui le construisit.
Vers 1883, il y avait  trois trains par jour dans chaque direction desservant un abri d’hébergement, une plate-forme et une courte voie de triage.
Les parcs à bestaux furent ajoutés en 1889 et en 1912 avec  un système d’échangeur automatique de type  tablettes tyer (en).
Le 8 décembre 1912, le nom fut changé en «Te Aute», mais Pukehou revint à son nom d’origine le 14 septembre 1913.
La station ferma à tous les trafics le 31 janvier 1966
Le 12 novembre 1995, le train allant de Wellington à Napier nommé le Bay Express (en) dérailla au niveau de Pukehou, du fait de la prise d’une courbe prévue pour 50 kph à la vitesse de 89 kph.
Une personne décéda le jour suivant 